# الحروب البيزنطية الخزرية
الحروب البيزنطية الخزرية هي الحروب التي بدأت من الربع الثاني في القرن السابع واستمرت حتى الربع الأول من القرن الحادي عشر. وقد بدأت الحروب اعتبارًا من بداية القرن السابع بين الخزر وجيرانهم الأتراك الأقوياء في الجنوب الغربي، واستمرت فترة طويلة.
ومع تصاعد الصراع الذي دخل فيه الخزر في الجنوب مع العرب في القرنين السابع والثامن، ومع زيادة عدد القتلى بدأ نفوذ الخزر يتزايد عند حدود أوروبا الشرقية مع الإمبراطورية البيزنطية، وسواحل القرم مع آزوف. وفي القرن السابع أصبح قرم القوط تابعيين للخزر. وفي عام 787 سيطر الخزر على قلعة دروس والتي تسمى اآن بمنجوب في جنوب القرم. وهكذا أنهى الخزر حكم القوط في القرم. وفي القرن الثامن والتاسع توسع الخزر في ناحية الغرب والشمال. وعندما أصبحت امبراطورية الخزر من دول شرق أوروبا القوية، قاموا بتحصيل الضرائب من الأقوام الأخرى وفقًا لشروطهم ومتطلباتهم. وعلى سبيل المثال، كان يؤخذ من كل رب بيت من قبائل السلاف التي على امتداد نهر ديسنا فرو لحيوان ذا قيمة كل سنة. اشتدت الحروب بين الخزر والبيزنطيين على طول سواحل البحر الأسود وشمال البحر الأسود ونهر الكوبان بعد سيطرة الخزر على القرم. وقد تحولت الحروب بين الدولتين إلى علاقة ودية بعد عداوتهم لمواجهة العرب، وطوال القرن الثامن استمرت العلاقة بين الدولتين وقد أخذ التزاوج بين الدولتين يأخذ جانبا مهما في العلاقات بينهما. وقد تزوج امبراطور البيزنطيين جستنيان الثاني من ابنة حاكم الخزر. وفي عام 695 حدث انقلاب عسكري على جستنيان وبسببه هرب إلى جوار القوط الذين في القرم. وقد قام القوط بتسليمه لحاكم القرم في تلك الفترة بوصير، وفي عام 704 قام بوصير بتزويج أخته من جستنيان. ووفقا للمؤرخ تيوفان المعرف فإن تيبيريوس الثالث امبراطور البيزنطيين الجديد قد وضع أراد قتل جستنيان أو القبض عليه وتسليمه حيا مقابل مكافأة كبيرة. فانتهز بوصير تلك الفرصة وأرسل تعليمته إلى ممثل توتاراكان (مدينة) بموت جستنيان إلا أن جستنيان بمساعدة زوجته أخت بوصير رجع إلى القسطنطينية، وبمساعدة ترفان هان حاكم البلجار استرد جستنيان حكمه مرة ثانية. وفي تلك الفترة سيطر على تاوريس خيرسون من أيدي الخزر في عام 710، مما أدى إلى نشوب الصراع بينهم من جديد. وعلى الرغم من سيطرة البيزنطيين على تاوريس خيرسون إلا أن الغزر قاموا بمساعدة المتمردين، وفي عام 711 قام فيليببيكوس بإيقاف الجيش الذي ذهب إلى تاوريس خيرسون وتعليق حكم جستنيان. وقد اتحد البيزنطيين والخزر من جديد ضد العرب في عهد ليو الثالث الإيساوري وقد تزوج ابن ليو الثالث قسطنطين بابنة حاكم الخزر في تلك الفترة بِهار. هذا الزواج نتج عنه ليون خزر الرابع الذي حكم الامبراطورية البيزنطية في عام 775. وقد طورت روابط القرابة بين الامبرطوريتين العلاقات التجارية بينهما. وفي الماضي كان البيزنطيين يحصلون على المساعدات العسكرية من الخزر، وفي تلك الفترة ذهب الجنود الخزريين مباشرة باتجاه العاصمة البيزنطية. وقد تم الاستفادة منهم في بعض الوظائف. وفي عام 833 أراد الخزر المساعدة من المهندسين البزنطين أثناء إنشاء حصن صاركل لحمايتهم من الهجمات من قبل المجريين، وقد قبلت القسطنطينية دعوتهم، بعدما أرسلوا رسولا إلى حاكم البيزنطين وقتها ثيوفيلوس. وقد أُرسل إليهم مهندس يسمى بترونوس. وقد عمل الأتراك واليونانيين معًا في إنشاء هذا الحصن. وفي كل عام كان يتم تغير 300 شخص من حراص القلعة. وقد توترت العلاقات الخزرية البيزنطية من جديد في عهد رومانوس الأول بسبب موقف البيزنطيين من اليهودية. ولهذا السبب قد التجأ العديد من اليهود البيزنطيين إلى الخزر، وفي عام 932 تم إعادة العلاقات مرة أخرى بين الامبراطوريتين. وبعد فترة قام الخزر بملاحقة المسيحيين وعندما سمع رومانوس الأول بهذا أقنع إيغور بن روريك حاكم كييف بالاشتراك معه في حرب ضد الخزريين. وبعد فترة أخرى انقطعت العلاقات الخزرية البيزنطية، واتفق البيزنطيين مع قبائل الأوز والأسير والأان والبيتشنغ على مهاجمة الخزر ولكن الخزر استطاعوا رد الهجمات.

امبراطورية الخزر في عام 1015

كان التنافس بين الخزر والبيزنطيين بسبب الرغبة في إنشاء حكم خاص لكل دولة منها في القرم، فكلا الدولتين كانتا ترغبان بحكم القرم، وكانت مدينة تاوريس خيرسون أهم نقطة دعم للبيزنطيين ومستعمرة لهم. وبعد فترة من فقد الخزر لقوتهم القديمة، قطع البيزنطيين صداقاتهم بالخزريين. وتفاهم البيزنطيين مع الروس والقبائل التركية الأخرى وكانوا سببا في انهدام دولة الخزر. وقد قام البيزنطين بالاتحاد مع الروس لمهاجمة الخزر في الفترة بين 1016-1019، وقد استولوا على تومتاراكان. وقد قبل حاكم الخزر جورج توزل بالمسيحية ليحصل على الدعم من البيزنطين لمواجهة الروس، إلا أن حاكم البيزنطين باسيل الثاني لم يساعد ملك الخزر، وقام يتشجيع ملك الروس مستيلاف لمهاجمة الخزر، وقد أرسل ملك البيزنطين أسطوله البحري لمساعدة الجيش الروسي. وقد انهارت امبراطورية الخزر بسبب تأثير الامبراطورية البيزنطية في القرن الحادي عشر.